# Ивана Женарју Рајовић
Ивана Женарју Рајовић (р. 1985) је виши научни сарадник Института за српску културу Приштина–Лепосавић.

## Биографија
Рођена је 1985. године у Сарајеву. Дипломирала је на Одељењу за историју уметности Филозофског факултета Универзитета у Београду 2009, одбранила је мастер рад 2010. и докторирала са дисертацијом „Црквена уметност и верска обнова у Рашко–призренској епархији 1839—1912” 2011. године. Од 2011. је запослена и на Институту за српску културу Приштина–Лепосавић и од тада учествује у реализацији пројекта „Материјална и духовна култура Косова и Метохије” који финансира Министарство просвете, науке и технолошког развоја Републике Србије. Руководила је пројектним задатком „Црквена баштина Косова и Метохије” 2014—2019. Била је сарадник на пројекту Музеја у Пријепољу „На светим водама Лима” 2012—2016. Активни је сарадник у изради Српске енциклопедије од 2012. и Српског биографског речника од 2019. године. Од 2020. је сарадник на пројекту Horizont 2020 „Visual Culture, Piety and Propaganda: Transfer and Reception of Russian Religious Art in the Balkans and the Eastern Mediterranean (16th – early 20th century)” који реализују Фондација за истраживање и технологију Грчке и Институт за медитеранске студије Крита. Учествовала је на конференцијама са излагањима Патронажни механизам и градитељска пракса у XIX веку на територији Рашко–призренске епархије, Развој црквене уметности у Рашко–призренској епархији од 1894. до 1912. године, Визуелна култура 19. века на Косову и Метохији, Црква Светог Козме и Дамјана у Врачеву: рад на очувању верског и националног идентитета у XIX веку и Спомен–храм Светог арханђела Михаила у Штимљу и Икономија и култ моштију: Чудотворна икона Богородице и финансирање Пећке Патријаршије. Објавила је две књиге Црквена уметност у Рашко-призренској епархији (1839—1912) и Хероји, политика, свакодневница: илустровани свет Српске зоре (1876—1881).